# Prag

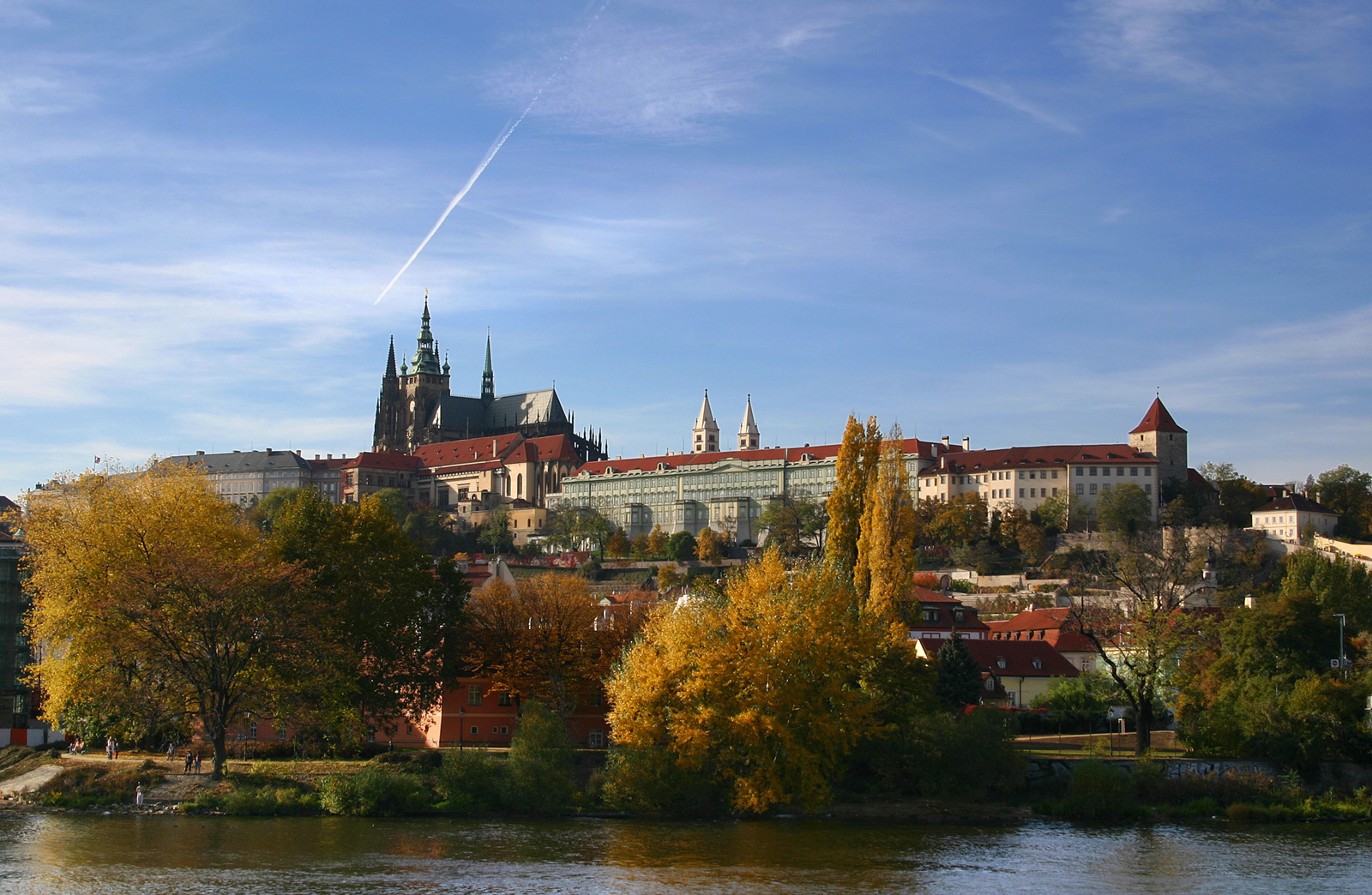
Pragborgen.

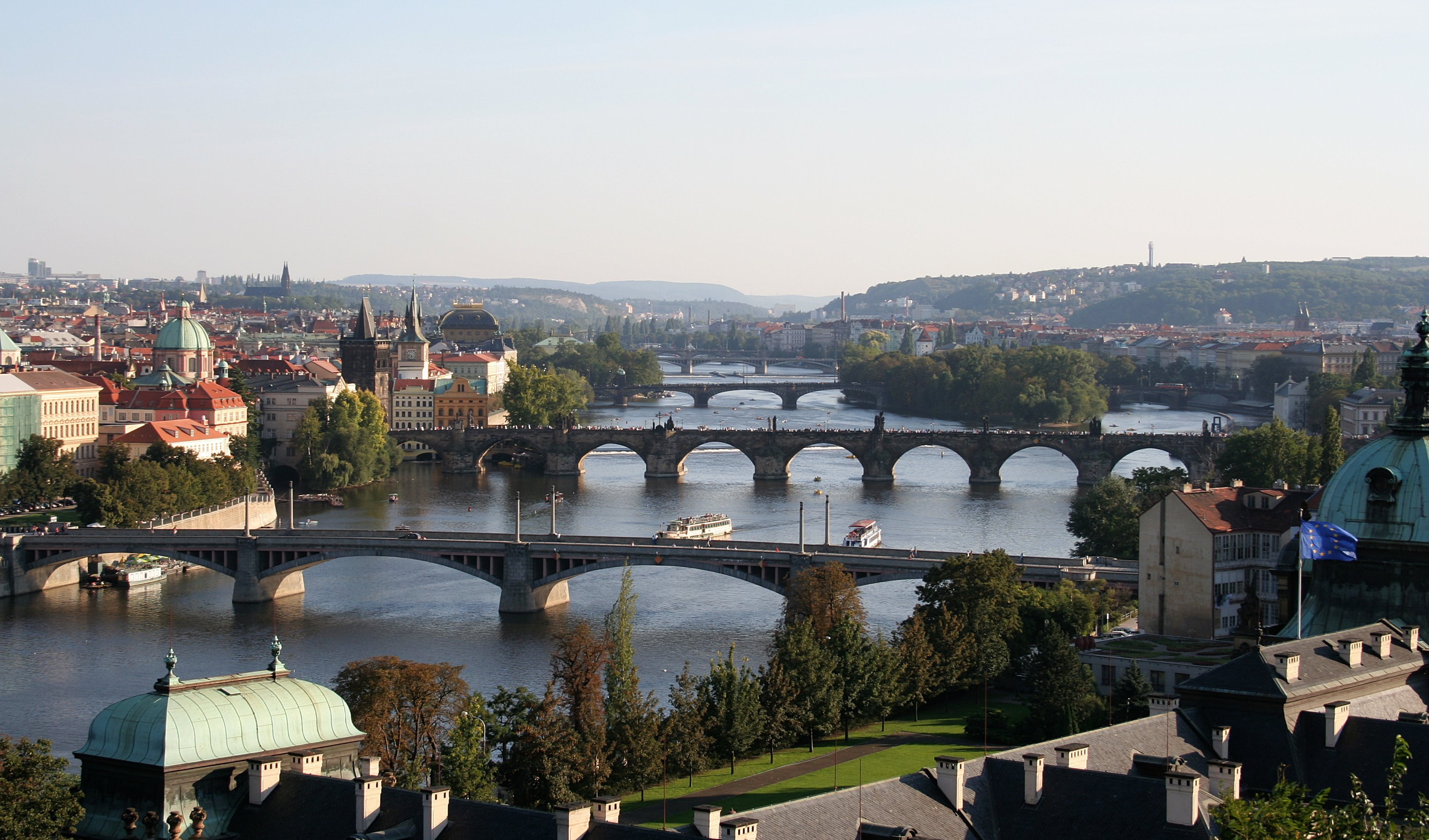
Broar över floden Vltava.

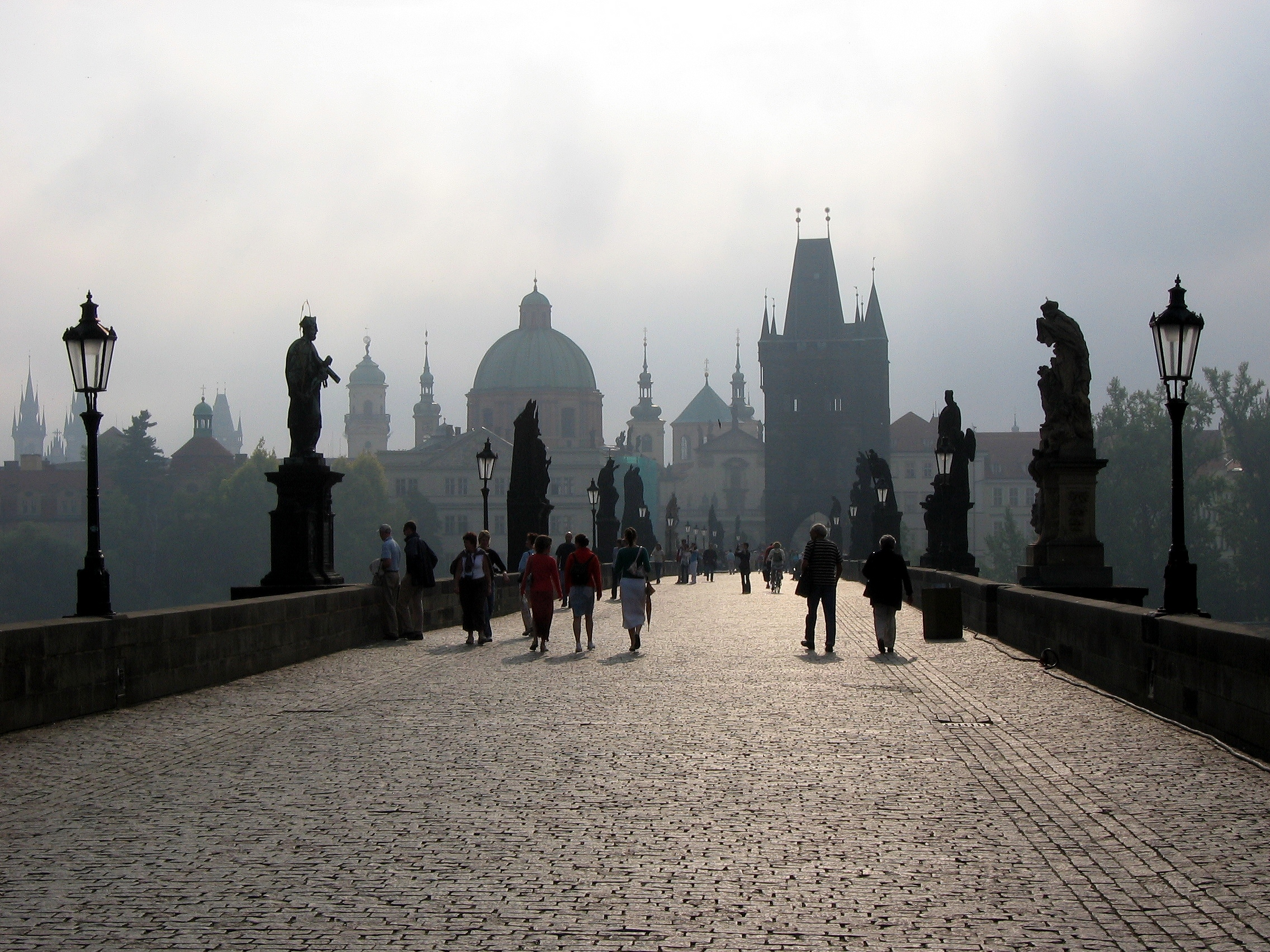
Prags mest kända bro, Karlsbron.

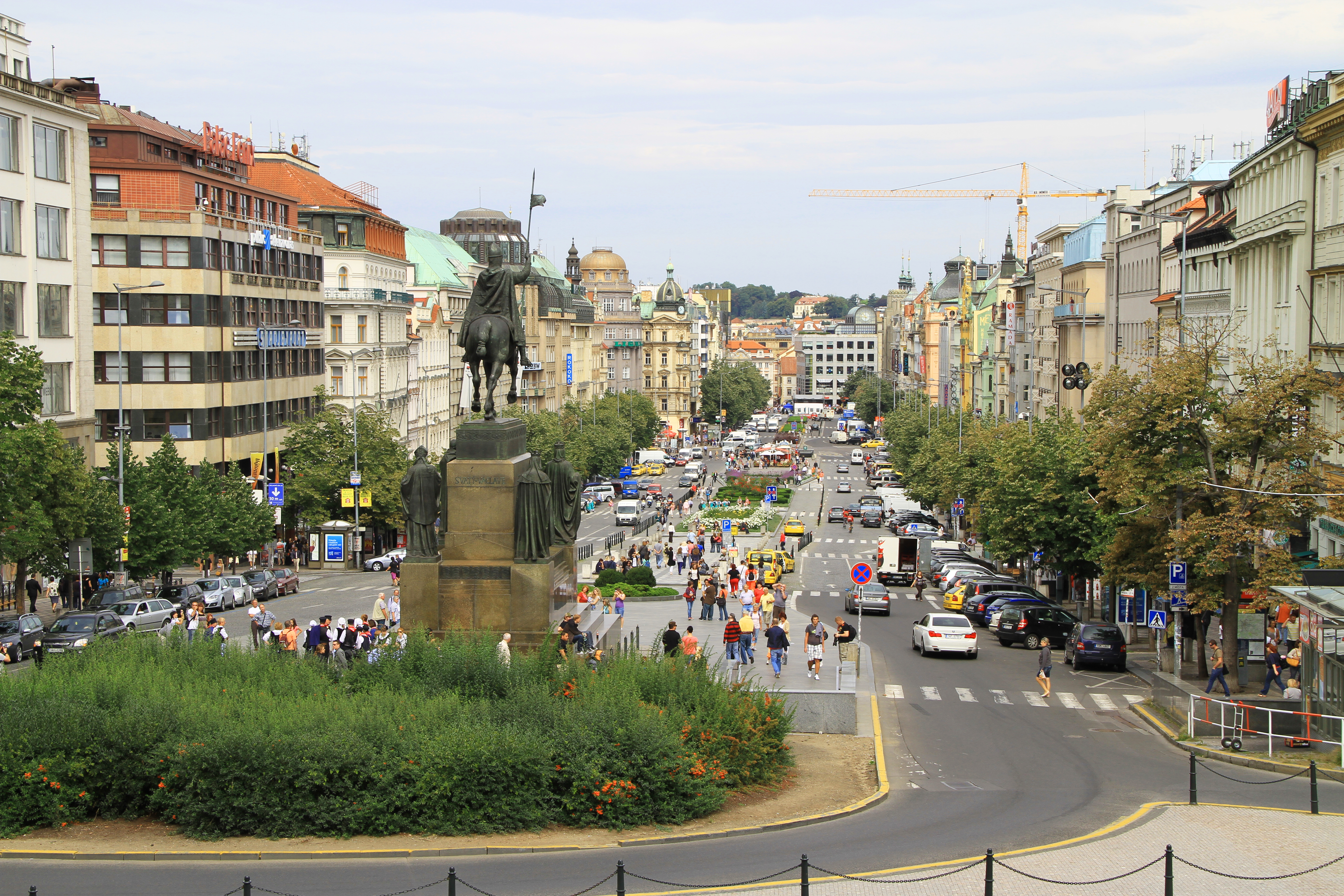
Václavplatsen

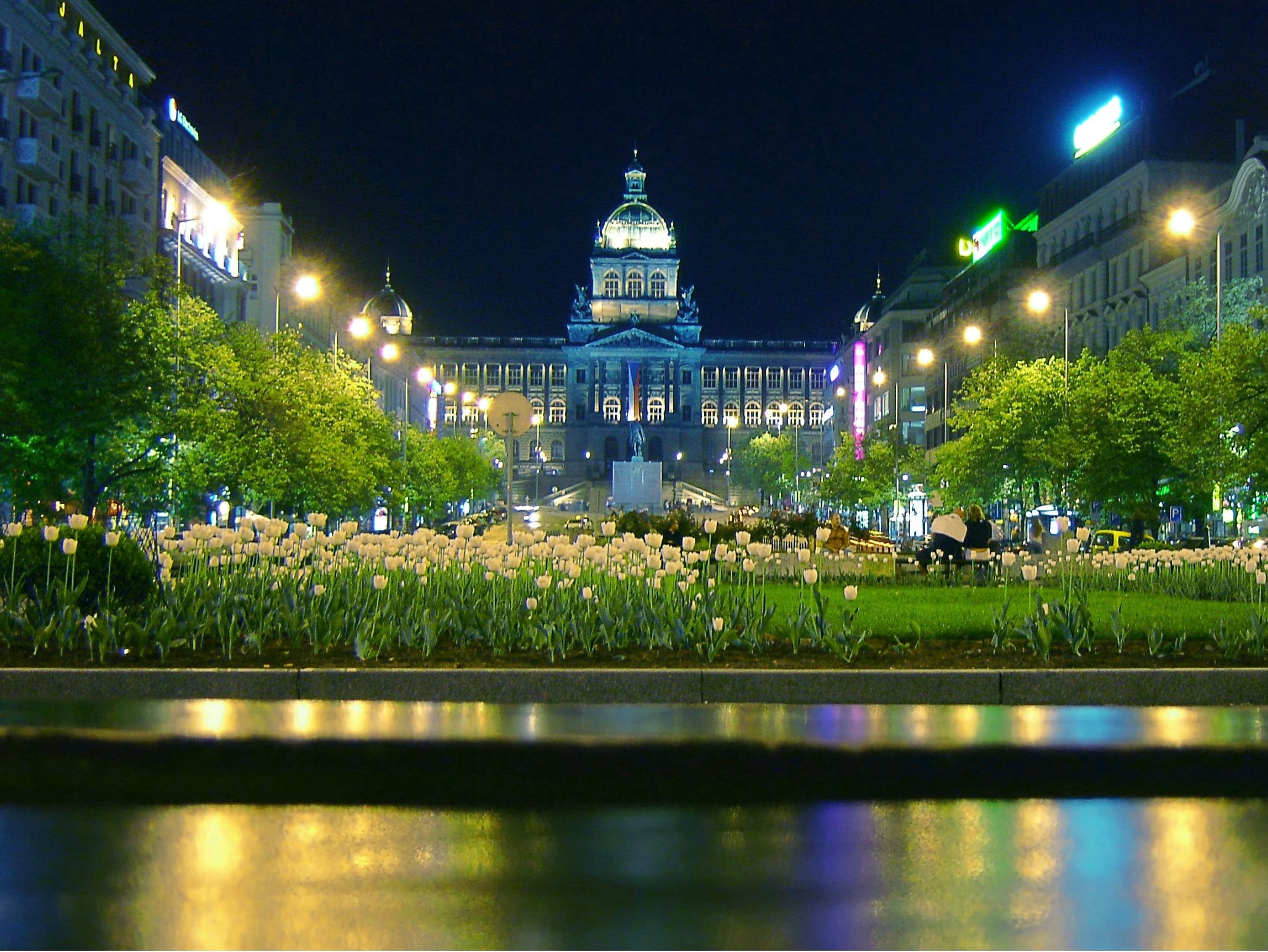
Nationalmuseet i Prag på natten.

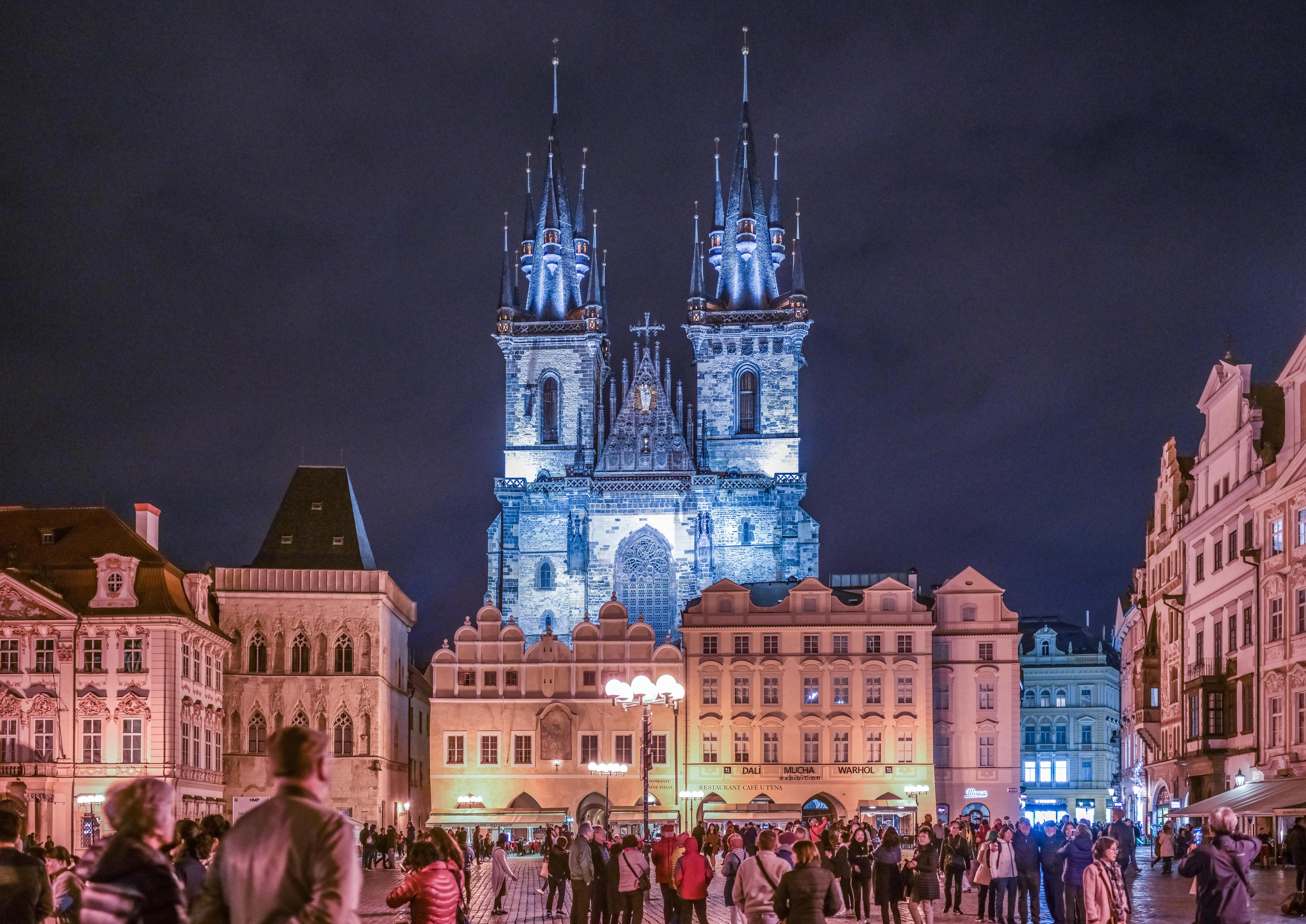
Gamla stans torg mot öster

Prag (tjeckiska: Praha) är huvudstad och största stad i Tjeckien samt är belägen vid floden Vltava. Per 1 januari 2023 hade staden 1 357 326 invånare.
Prags universitet, Karlsuniversitetet, grundades 1348 av kung Karl IV och är det äldsta universitetet i Centraleuropa norr om Alperna och öster om Rhen. Sedan 1992 har stadens gamla centrum varit upptaget på Unescos världsarvslista. 
Prag är beläget i den tidigare österrikiska provinsen Böhmen, som tillsammans med Mähren sedan 1993 utgör Tjeckien. Böhmen var från början ett självständigt kungarike, men genom ett flertal giftermål blev landet 1526 en del av habsburgarnas område. Samtidigt blev landet en österrikisk provins och Prag var i hög grad en tyskspråkig och tyskkulturell stad. Framgångsrika tyskspråkiga författare och diktare, som Franz Kafka och Rainer Maria Rilke, föddes i Prag.
Numera är Prag särskilt känt för sina vackra och imponerande byggnader, som representerar alla stilarter. Staden är indelad i flera områden, den gamla stadsdelen från 1200-talet och den nya stadsdelen från 1300-talet samt den judiska stadsdelen Josefov. Hradčany med sina katedraler och slottsområde har varit säte för kungar, kejsare och presidenter sedan 800-talet. I Prag finns många torn och spiror. I början av 1800-talet räknade man att det fanns 103 stycken och numera uppges antalet till mer än 500 stycken.

## Historia

### Medeltiden
Prag har sitt ursprung i ett flertal mindre samhällen, som uppstod kring borgarna Hradčany och Vyšehrad, vilka växte och slogs samman till en större stad. Prag omtalas i skrift första gången 928. Vid Vyšehrad, som ligger på en terrass 57 meter över Vltavas högra strand, kom de första böhmiska hertigarnas palats att uppföras. Rester av denna finns ännu kvar på platsen, liksom av den runda borgkyrkan Sankt Martin. Vid Hradčany något längre åt norr på den vänstra stranden av Moldau växte Lilla sidan (Malá strana) fram, vilken 1257 erhöll stadsrättigheter. Här uppfördes på 900-talet den första Sankt Vituskyrkan, vilken år 973 blev domkyrka. På Moldaus andra strand växte ett annat samhälle, nuvarande Staré Město – "gamla staden"). Denna del av staden kom främst att befolkas av invandrare, särskilt tyskar, fransmän och judar. De senare kom att bosätta sig i Josefov ("Josefsstaden").
Staden omnämndes första gången år 965 av den arabiske köpmannen Ibrahim ibn Jaqub, som talade om "denna vackra stad av sten". År 1172 byggdes Judithbron – en av de första stenbroarna i Europa. Bron förstördes av floden 1342 och blev därför ersatt av Karlsbron 1357. 
Det böhmiska Prag tillhörde från sitt grundande Tysk-romerska riket, efter en kort period av självständighet under 1200-talet återkom staden dit och kom senare att ingå i Kejsardömet Österrike.
Prag blomstrade under den tysk-romerske kejsaren Karl IV:s regeringstid på 1300-talet; bland annat byggdes vid stadsdelen Nové Město, Karlsbron och Sankt Vitus katedral – den äldsta gotiska katedralen i Centraleuropa – samt Karlsuniversitetet – Centraleuropas äldsta universitet norr om Alperna. Vid denna tid var Prag Europas tredje största stad.

### 1500- till 1800-talet
Under trettioåriga kriget led Prag svåra skador. År 1631 plundrades staden av sachsarna och 1648 intog svenskarna Lilla sidan och Hradčany, som då plundrades på kvarvarande konstskatter. Under en lång fredsperiod och stor aktivitet från de tyska kejsarna kom staden under barocken att få en ny blomstring. Den återfick dock inte sin forna storhet och hade ännu 1830 knappt 100.000 invånare och var en ganska fridfull provinsstad. 
Det nya uppsvinget daterar sig från 1848 då Prag blev medelpunkt för tjeckernas nationella strävanden. Det tyska inslaget var dock fortfarande starkt. Av stadens 142 000 invånare 1857 var ungefär hälften tyskar. Den fortsatta industrialiseringen, särskilt efter järnvägens tillkomst, innebar en stor inflyttning av tjecker från landsbygden samtidigt som tyskarnas antal minskade. År 1878 hade staden omkring 300 000 invånare och år 1910 omkring 616 000. År 1880 var 13,5 procent av invånarna tyskar – år 1921 var de endast 4,5 procent.
De fyra ursprungliga kommunerna, som utgjorde Prag, blev sammanslagna år 1784. De fyra kommunerna var Hradčany (slottsdistriktet, väster och norr om slottet), Malá Strana (den mindre staden, söder om slottet), Staré Město (gamla staden, på den östra sidan av floden) och Nové Město (den nya staden, sydöstra och östra delen av Prag). Staden fortsatte att växa med inkorporering av Josefov 1850 och Vyšehrad 1883.

### Nyare tid
I början av 1922 växte Prag efter det att ytterligare 27 kommuner inlemmats; under denna tid bodde det 676 000 personer i staden Prag. Staden hade också efter att Österrike-Ungern upplöstes efter första världskriget en stor tyskspråkig befolkning, särskilt judisk, och ett rikt tyskt kulturliv. Merparten av stadens 50 000 judar blev dödade i förintelsen under andra världskriget, något som också i hög grad gjorde att stadens tyska prägel minskade.
Under Pragvåren 1968 gjordes ett försök att reformera det kommunistiska systemet i form av "socialism med mänskligt ansikte". Detta ledde till en invasion av Warszawapakten, omfattande demonstrationer i staden och en återgång till sovjetkommunismen. På Vaclavplatsen i Prag finns numera en minnestavla för kommunismens offer. Nästa stora demonstrationsvåg i staden var 1989 i samband med kommunismens fall i Östeuropa under Sammetsrevolutionen.
I augusti 2002 upplevde staden en allvarlig översvämning då många av stadens invånare måste evakueras. Översvämningen medförde stora materiella skador, men inga större skador på något av stadens viktigaste landmärken rapporterades.

## Geografi och klimat
Uppmätta normala temperaturer och -nederbörd i Prag:
|                                            | Jan  | Feb  | Mar  | Apr  | Maj  | Jun  | Jul  | Aug  | Sep  | Okt  | Nov  | Dec  |
| ------------------------------------------ | ---- | ---- | ---- | ---- | ---- | ---- | ---- | ---- | ---- | ---- | ---- | ---- |
| Normaldygnets maximitemperaturs medelvärde | 0,4  | 2,7  | 7,7  | 13,3 | 18,3 | 21,4 | 23,3 | 23,0 | 19,0 | 13,1 | 6,0  | 2,0  |
| Normaldygnets minimitemperaturs medelvärde | −5,4 | −4,0 | −1,0 | 2,6  | 7,1  | 10,5 | 11,9 | 11,7 | 8,7  | 4,3  | 0,2  | −3,3 |
|                                            |      |      |      |      |      |      |      |      |      |      |      |      |
| Nederbörd                                  | 23,5 | 22,6 | 28,1 | 38,2 | 77,2 | 72,7 | 66,2 | 69,6 | 40,0 | 30,5 | 31,9 | 25,3 |

| Diagram | temperaturer i °C • månadsnederbörd i mm | temperaturer i °C • månadsnederbörd i mm | temperaturer i °C • månadsnederbörd i mm | temperaturer i °C • månadsnederbörd i mm | temperaturer i °C • månadsnederbörd i mm | temperaturer i °C • månadsnederbörd i mm | temperaturer i °C • månadsnederbörd i mm | temperaturer i °C • månadsnederbörd i mm | temperaturer i °C • månadsnederbörd i mm | temperaturer i °C • månadsnederbörd i mm | temperaturer i °C • månadsnederbörd i mm | temperaturer i °C • månadsnederbörd i mm |
|         | 24 0 -5                                  | 23 3 -4                                  | 28 8 -1                                  | 38 13 3                                  | 77 18 7                                  | 73 21 11                                 | 66 23 12                                 | 70 23 12                                 | 40 19 9                                  | 31 13 4                                  | 32 6 0                                   | 25 2 -3                                  |

## Kommunikationer

### Kollektivtrafik
Kollektivtrafiken består av tunnelbana, spårvagn, en bergbana till Petřínkullen och en stollift på Prags zoo. Alla tjänster har ett gemensamt biljettsystem, och drivs av Dopravní podnik hl. m. Prahy ("Huvudstaden Prags transportföretag"). Tunnelbanan består av tre linjer: linje A (grön), linje B (gul) och linje C (röd). Prags spårvagnar trafikerar de flesta områden och delar av staden, inklusive nostalgilinjen nummer 41 (trafikeras bara under sommarperioden). Det finns sammanlagt 25 spårvagnslinjer och 140 km spårväg. Både nya och gamla vagnar är i trafik. Sedan 2007 har Prag ett pendeltågssystem.

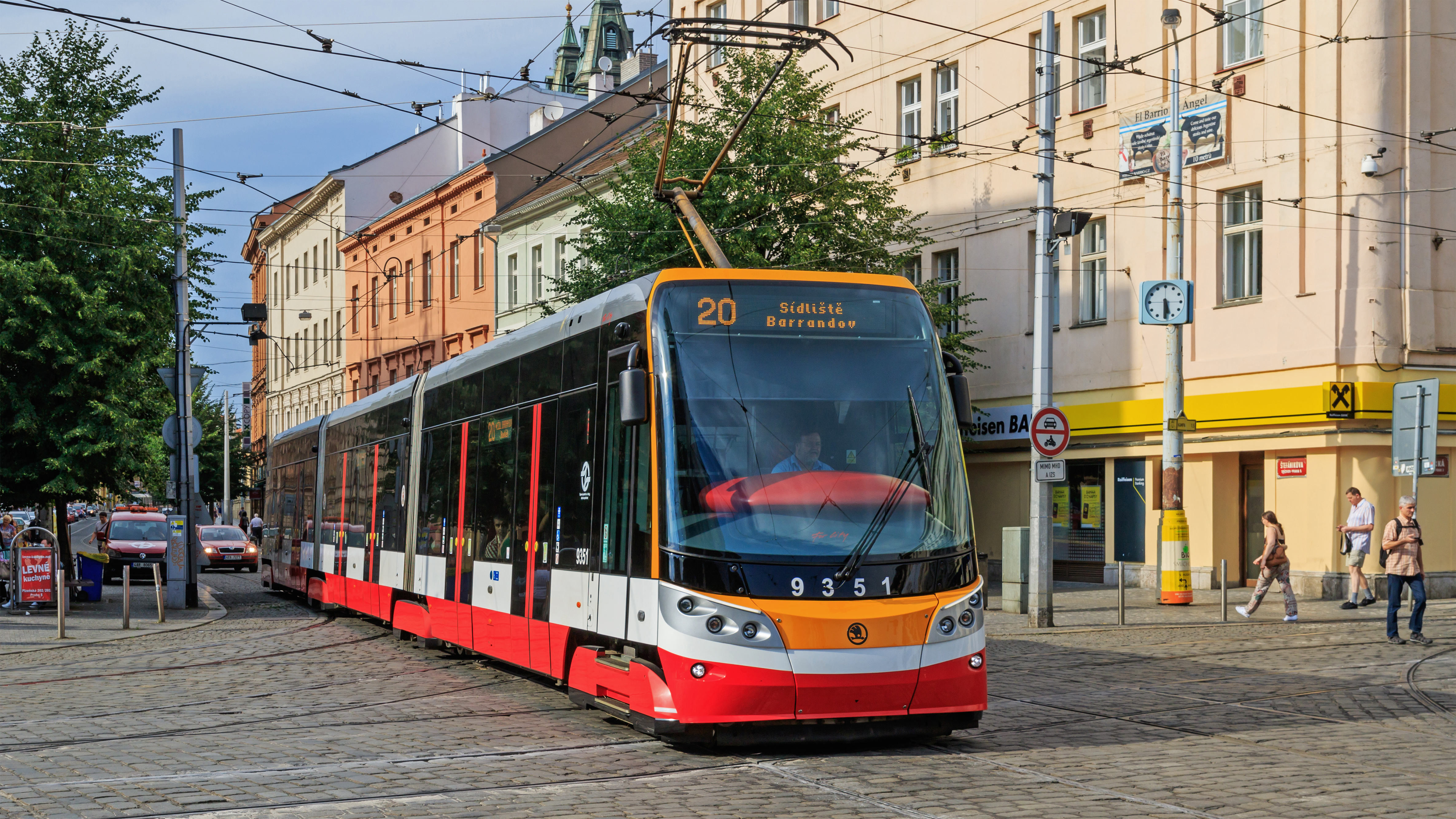
En spårvagn i Prag.
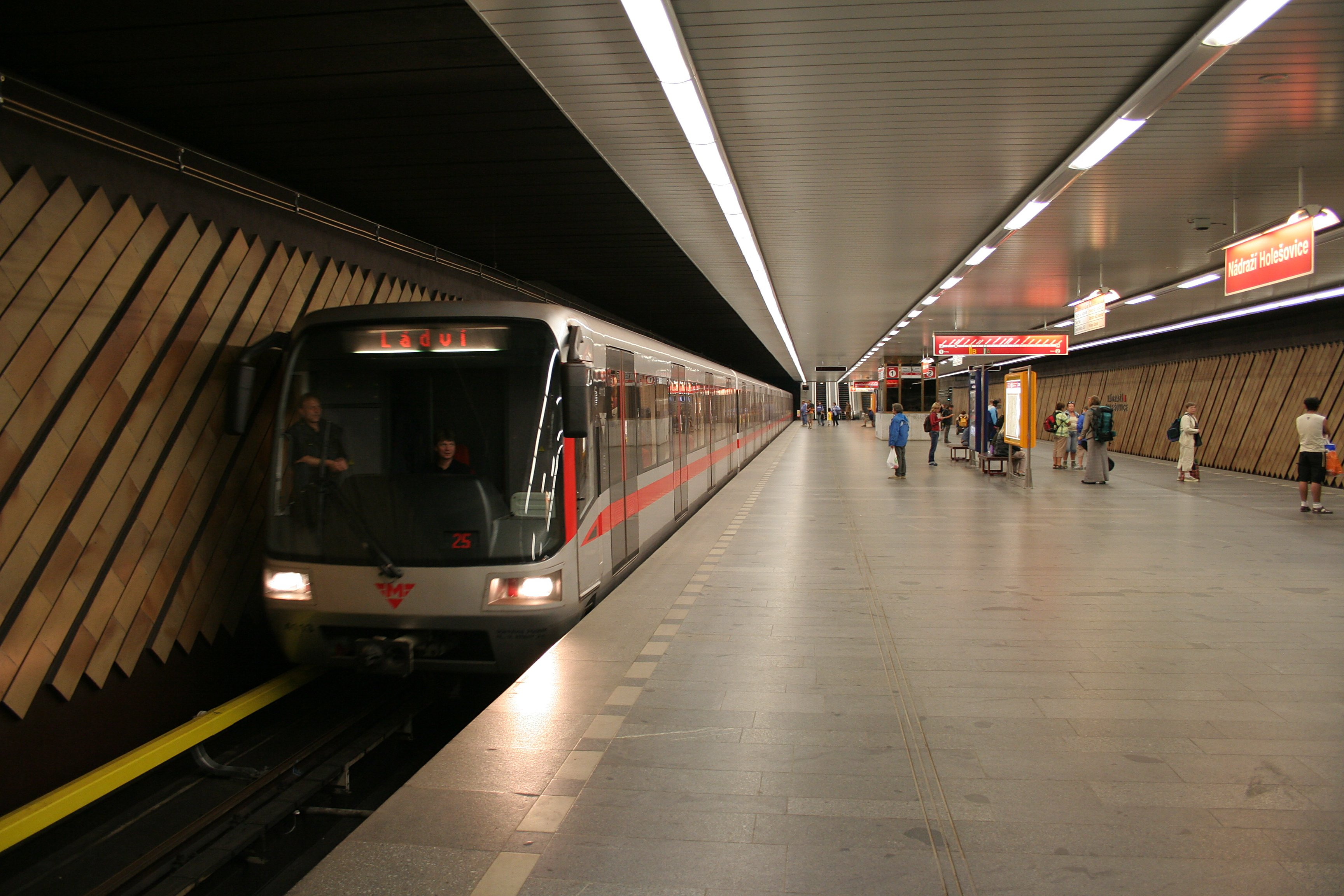
Prags tunnelbana.
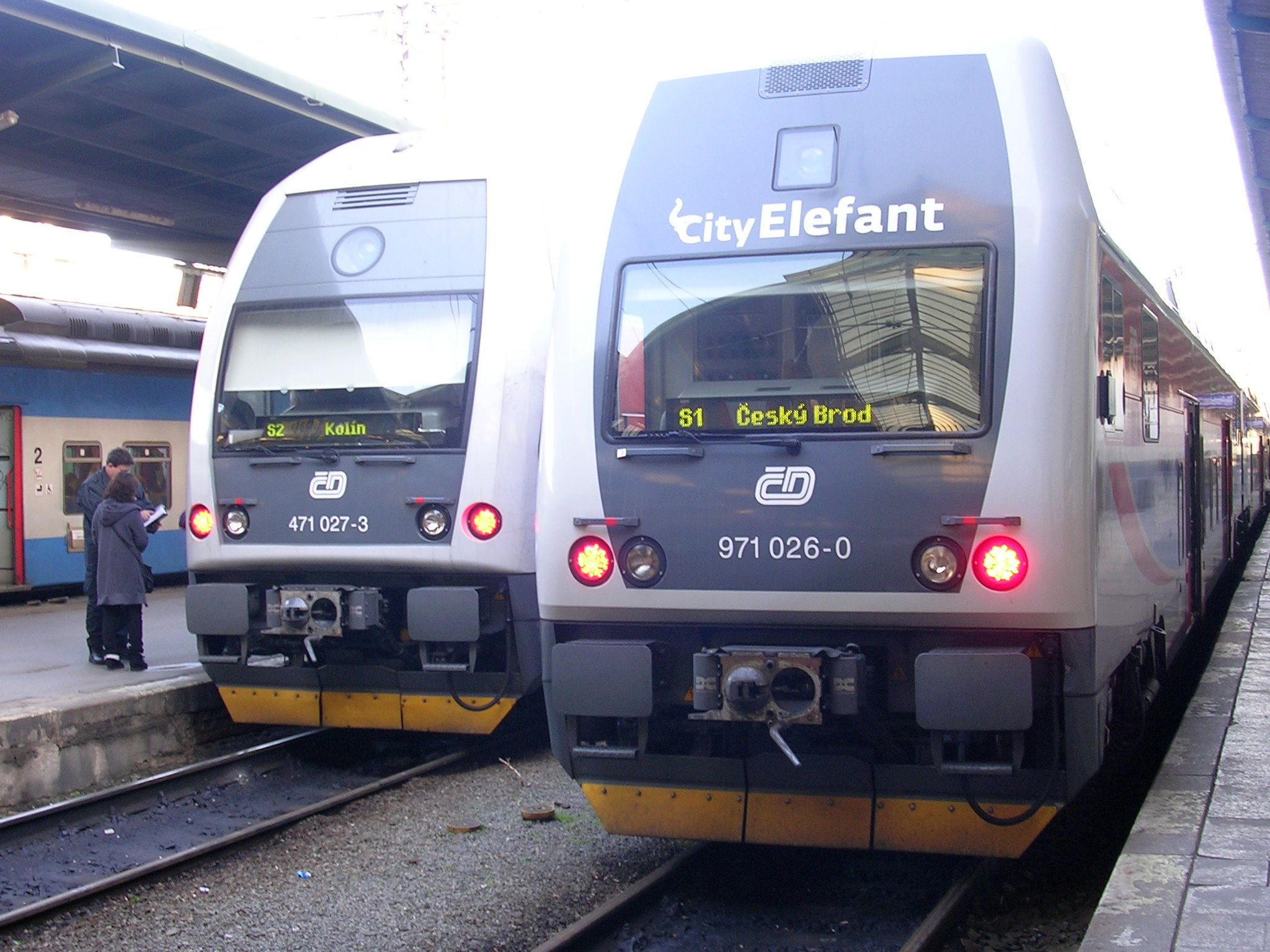
Prags pendeltåg.

### Tåg
Prag är knutpunkten för Tjeckiens järnvägsnät. Prag har två internationella järnvägsstationer, Prags centralstation Hlavní nádraží (ibland även benämnd Wilsonovo nádraží) och Praha-Holešovice. Intercitytågen stannar även vid stationerna Praha-Smíchov och Masarykovo nádraží. I anslutning till detta finns det även ett antal mindre förortsstationer.

### Vägar
Från Prag utgår ett antal motorvägar som når ut till olika delar av landet.

### Flyg
Prags flygplats heter idag officiellt Prags flygplats Václav Havel men är även känd som Ruzyně. Den är nav för landets flygbolag CSA Czech Airlines. Det finns flera lågprisflyg varje dag från Storbritannien och flera andra länder.

## Demografi
| 1230  | 1370   | 1600   | 1804   | 1837    | 1850    | 1880    | 1900    | 1925    | 1950    | 1980      | 1991      | 2008      |
| ----- | ------ | ------ | ------ | ------- | ------- | ------- | ------- | ------- | ------- | --------- | --------- | --------- |
| 4 000 | 40 000 | 60 000 | 76 000 | 105 500 | 118 000 | 162 000 | 201 600 | 718 300 | 931 500 | 1 182 800 | 1 214 174 | 1 212 097 |

- Siffrorna från 1230 räknar endast in Staré město.
- Siffrorna från 1370 och 1600 inkluderar Staré město-, Nové město-, Malá Strana- och Hradčanykvarteren.

### Högskolor och universitet
Förutom Karlsuniversitetet finns det sju andra universitet och högskolor i Prag, bland annat Tjeckiens tekniska universitet som grundades år 1707. I Prag kan man även studera film vid den tjeckiska filmhögskolan som grundades på 1950-talet.

## Kultur och stadsbild
Prag är traditionellt ett kulturellt centrum med många teatrar, operahus, konserthus, gallerier och musikklubbar.
Kompositören Wolfgang Amadeus Mozart levde här och hans opera Don Giovanni hade sin världspremiär just i Prag.
Författaren Franz Kafka bodde och verkade i Prag under nästan hela sin livstid. Det hus han bodde i under sin uppväxt är numera en av turistattraktionerna. (Huset han föddes i revs strax efter hans födelse som del i förnyelsearbetet i den judiska stadsdelen, Josefov.)

### Mat
Det tjeckiska köket är typiskt centraleuropeiskt, och påminner starkt om matkulturen i Österrike, södra Tyskland och Ungern. Vanliga rätter är schnitzel, gulasch, fläsk och anka, och till detta serveras olika sorters knödel och kål. Vid juletid serveras av tradition karp, en fisk som är älskad av tjeckerna men som turister ofta finner svårsmält. Två klassiska rätter är "Vepřo-knedlo-zelo", bakat fläsk med potatisknödel och surkål, eller "Svíčkova na smetaně", nötfilé i en rotgrönsaks-gräddsås serverad med knödel.   
Tjeckien är känt för sitt goda öl, och det mest kända bryggeriet i Prag är Staropramen. Dock är det mest populära ölet Pilsner Urquell från staden Plzeň. Därtill finns det såväl flera mindre sorter som ett stort antal krogar där man brygger sitt eget öl.

### Sevärdheter
Prag är ett populärt turistmål. Det finns stora mängder gamla byggnader, många av dem har vackra väggmålningar. Staden har världens bäst bevarade och varierande samlingar av arkitektur, från jugendstil till barocken, samt kubism, gotisk, neoklassisk och modern arkitektur.
Bland turistattraktionerna finns bland annat Nationalmuseet i Prag (Národní muzeum), John Lennonmuren (Lennonova zeď), Václavplatsen (Václavské náměstí), Gamla stadens torg (Staroměstské náměstí) med ett medeltida astronomiskt ur, samt Pragborgen (Pražský hrad) och Karlsbron (Karlův most). Nationalgalleriet finns utspritt på flera ställen - bland annat i det nyrestaurerade Mässpalatset (Veletržní palác) från 1920-talet finns numera Museum för modern och samtida konst med en imponerande konstsamling av europeiska och tjeckiska konstnärer. Kafka museum är ett av Prags mest kända museer.
Ett spännande exempel på modern arkitektur i centrala Prag är Tančící dům eller "det dansande huset". Vidare finns Wallensteinpalatset, Nationalteatern samt kyrkorna Týnkyrkan, Sankt Kyrillos och Methodios kyrka, Gammalnya synagogan.
För att se utsikten över staden kan man besöka Petrintornet samt Prags TV-torn.

### Sport
Prag har två stora fotbollsklubbar som brukar delta i Europacupspel, AC Sparta Prag och SK Slavia Prag. I O2 Arena (tidigare Sazka Arena) spelar stadens två hockeylag, HC Slavia Prag och HC Sparta Prag. Arenan var även värd för VM i ishockey 2004. I Prag finns även det jättelika Velký Strahovský-stadion som är världens näst största arena efter Indianapolis Motor Speedway. Publikkapaciteten är 220 000 sittande åskådare. Arenan innehåller nio fullstora fotbollsplaner. I Prag hålls även en av världens största ungdomsturneringar i innebandy, Prague Games.

### Kända personer
- Ladislav Fuks, författare
- Jan Gebauer, språkforskare
- Jaroslav Hašek, författare
- Václav Havel, dramatiker, f.d. president
- Vladimír Holan, författare
- Franz Kafka, författare
- Jan Hus, reformator.
- Ivan Klíma, författare
- Wenzel av Böhmen, nationalhelgon
- Madeleine Albright, bl.a. tidigare utrikesminister i USA
- Ester Ledecká, snowboardåkare och alpin skidåkare.
- Alice Masaryková, politiker.
- Milena Jesenská, journalist.
- Eliška Junková, racerbilförare, första kvinnan att vinna en Grand Prix-tävling.
- Věra Čáslavská, gymnast, olympisk guldmedaljör m.m.

## Bilder

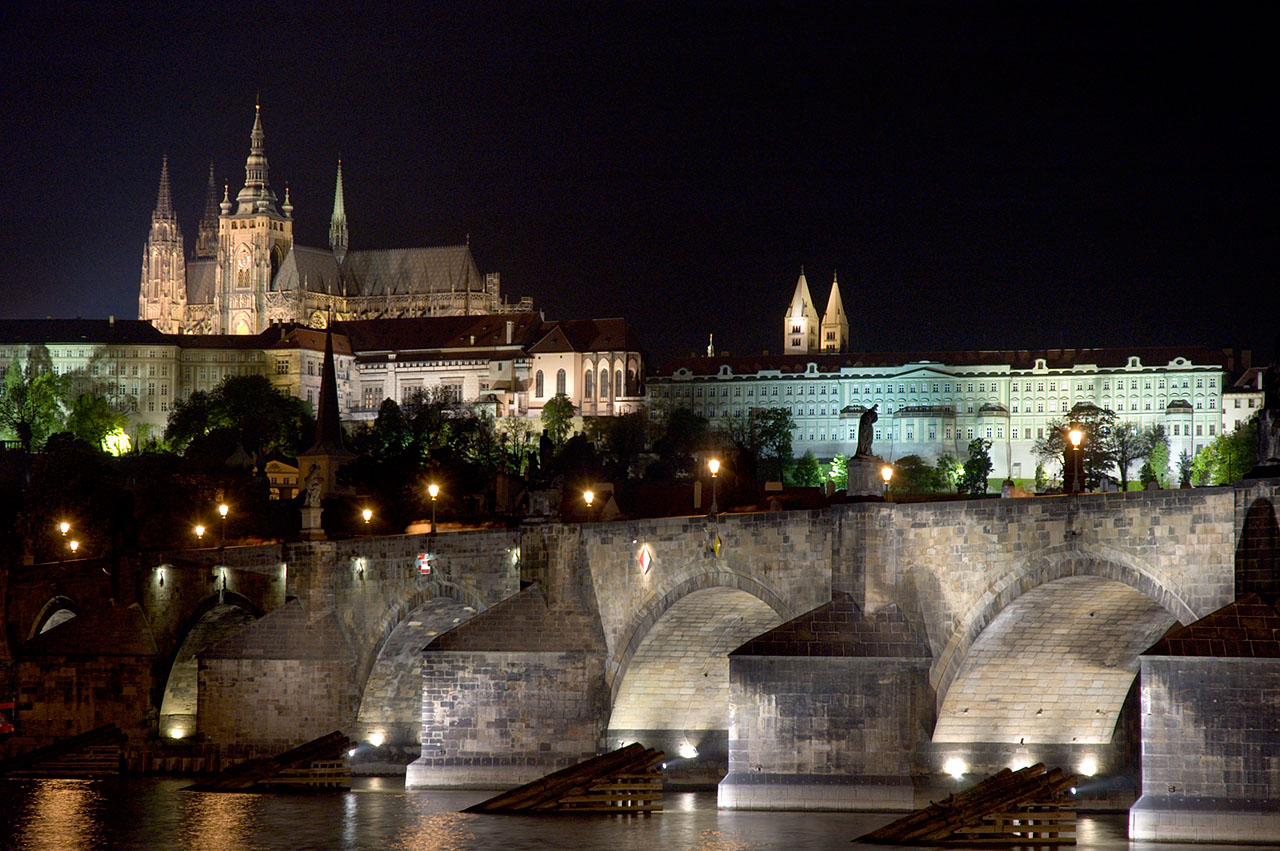
Pragborgen på natten.
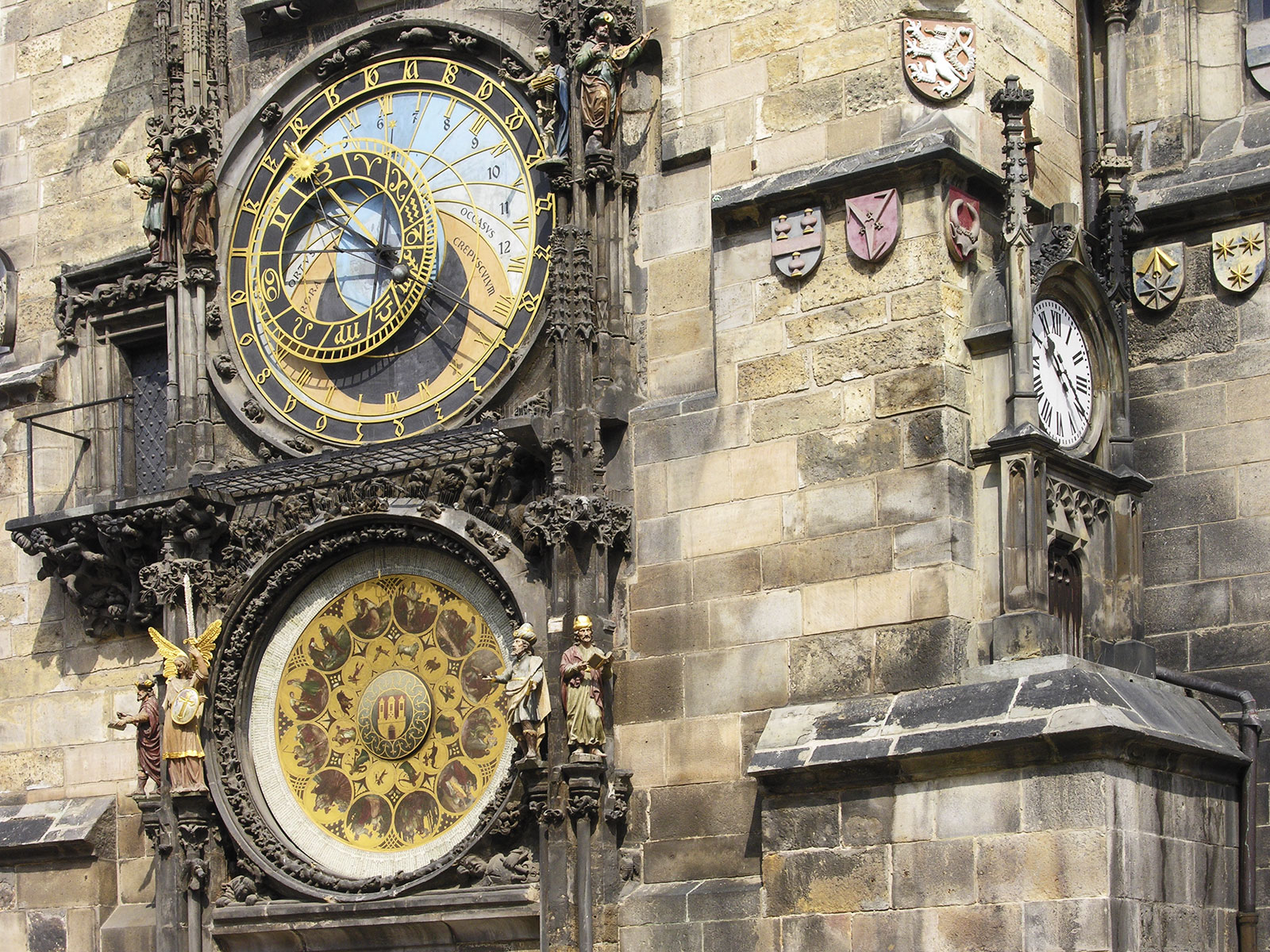
Astronomiskt ur på Gamla stadens torg.
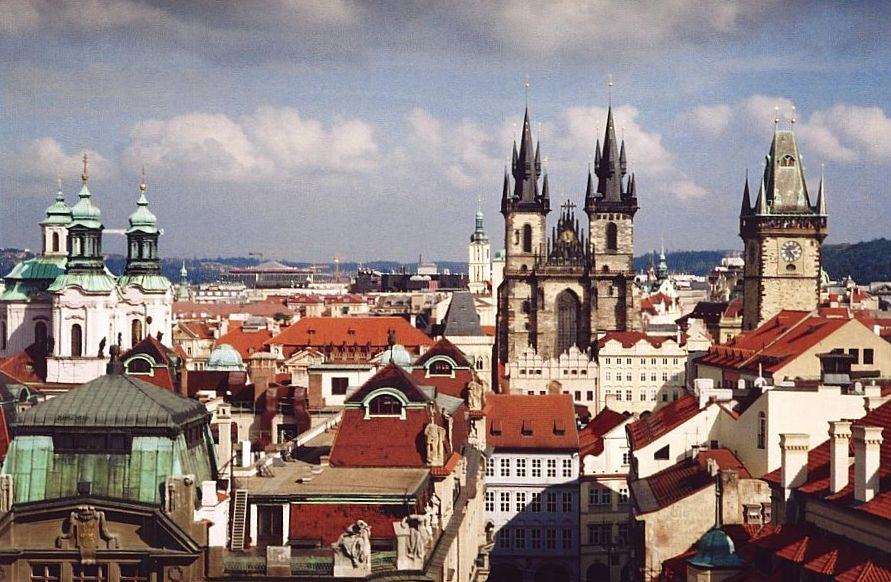
Vy över Prag, sett från Klementinumtornet.
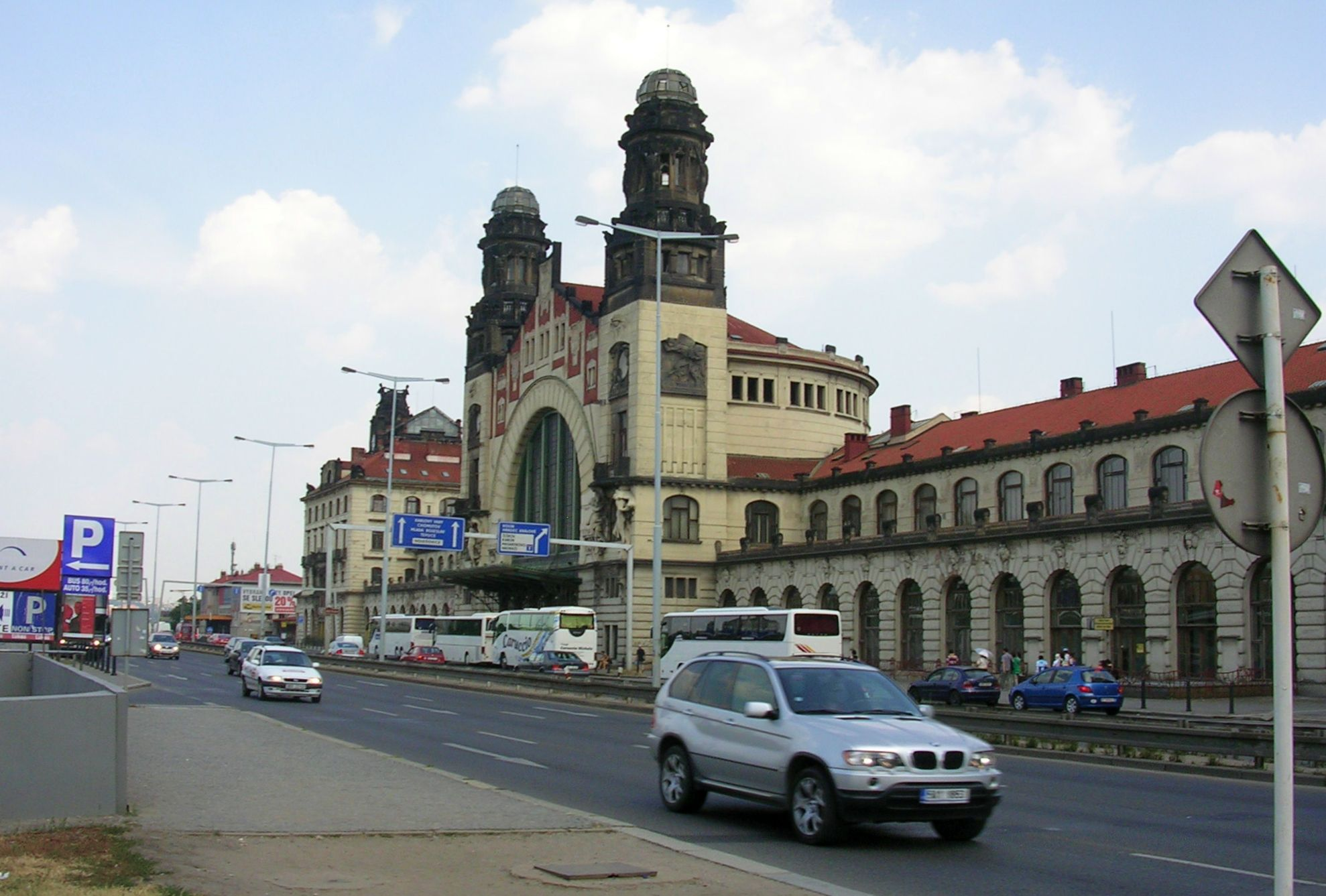
Prags centralstation (Hlavní Nádraží).
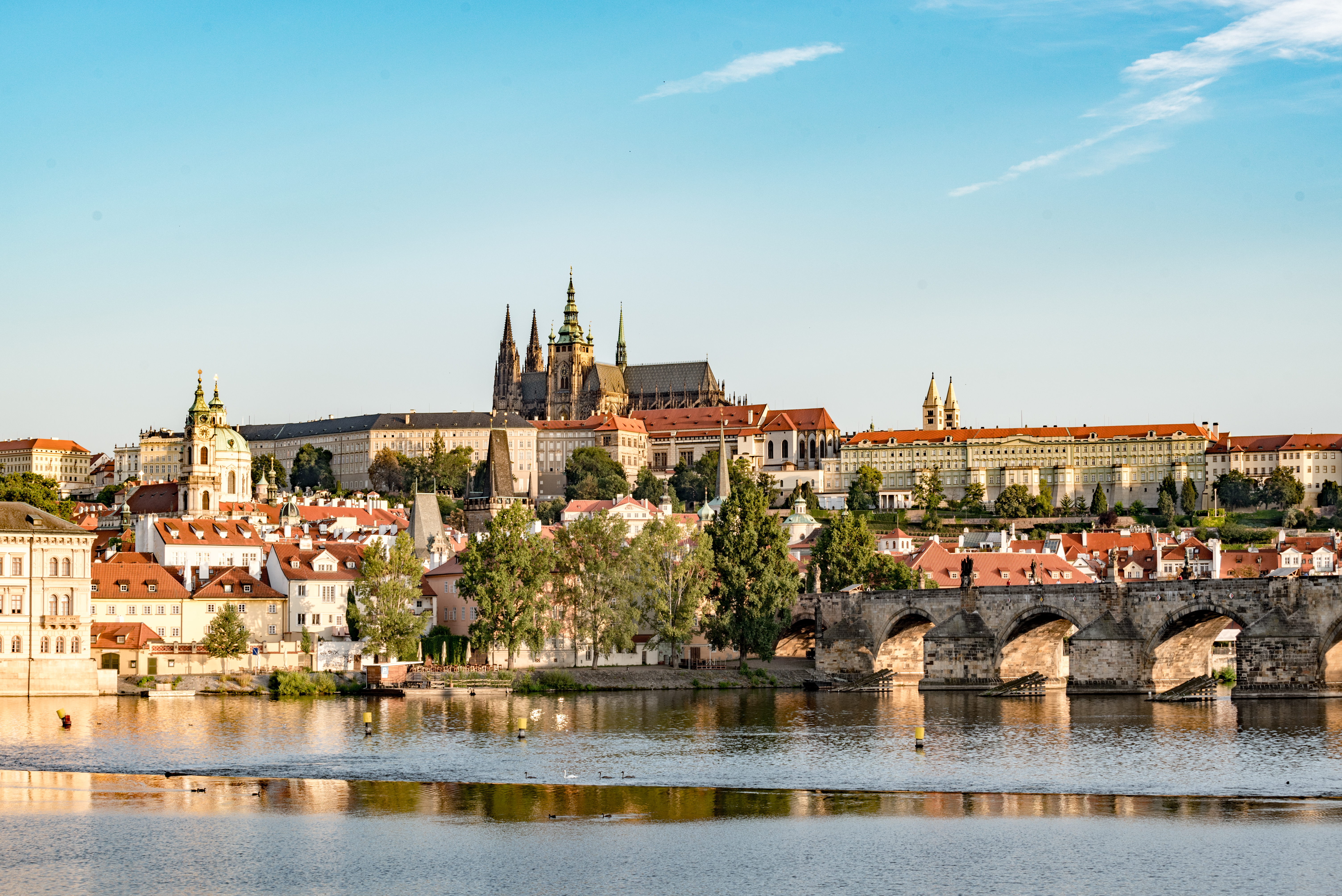
Hradčanyslottet.
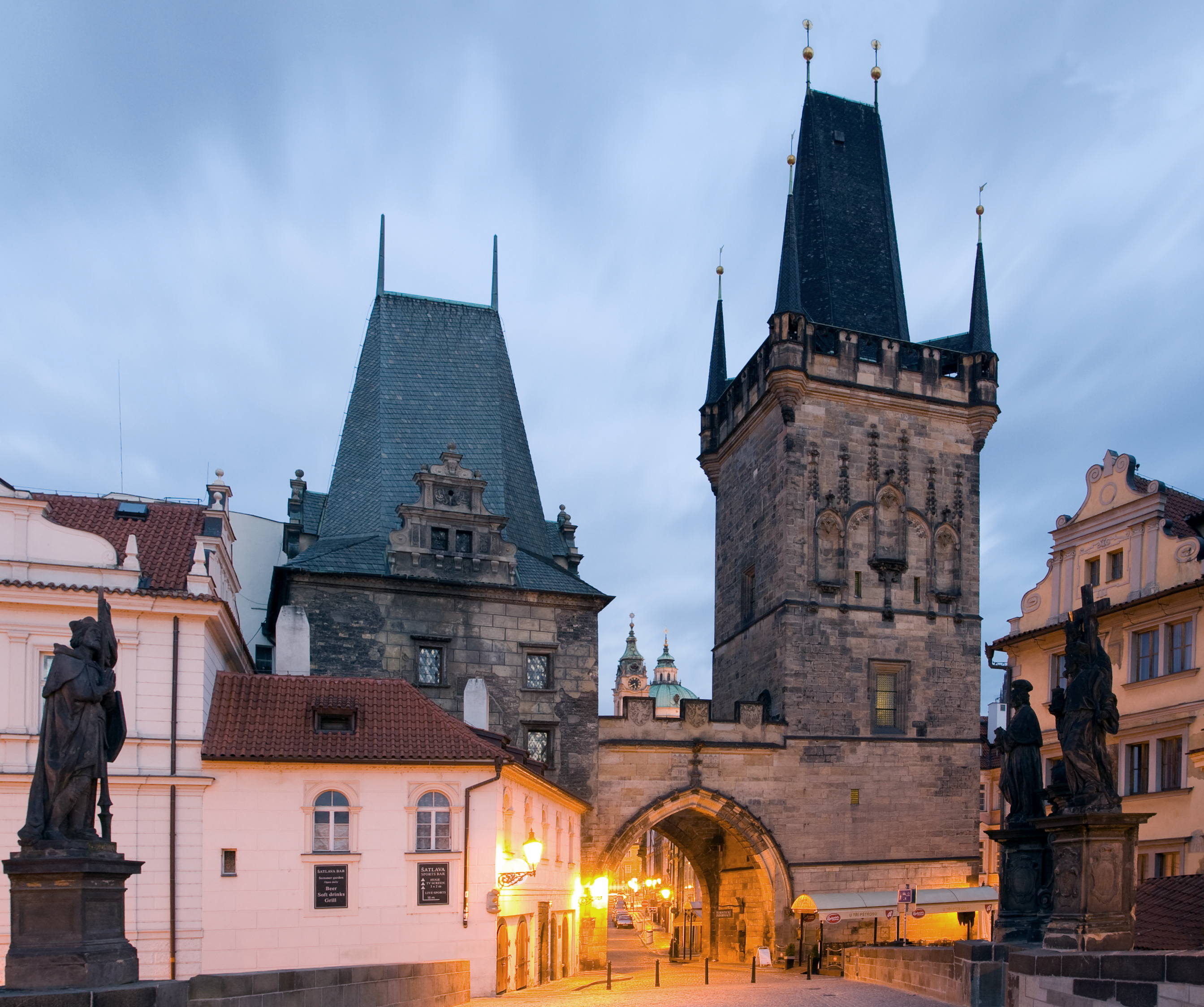
Lilla sidan, sett från Karlsbron.
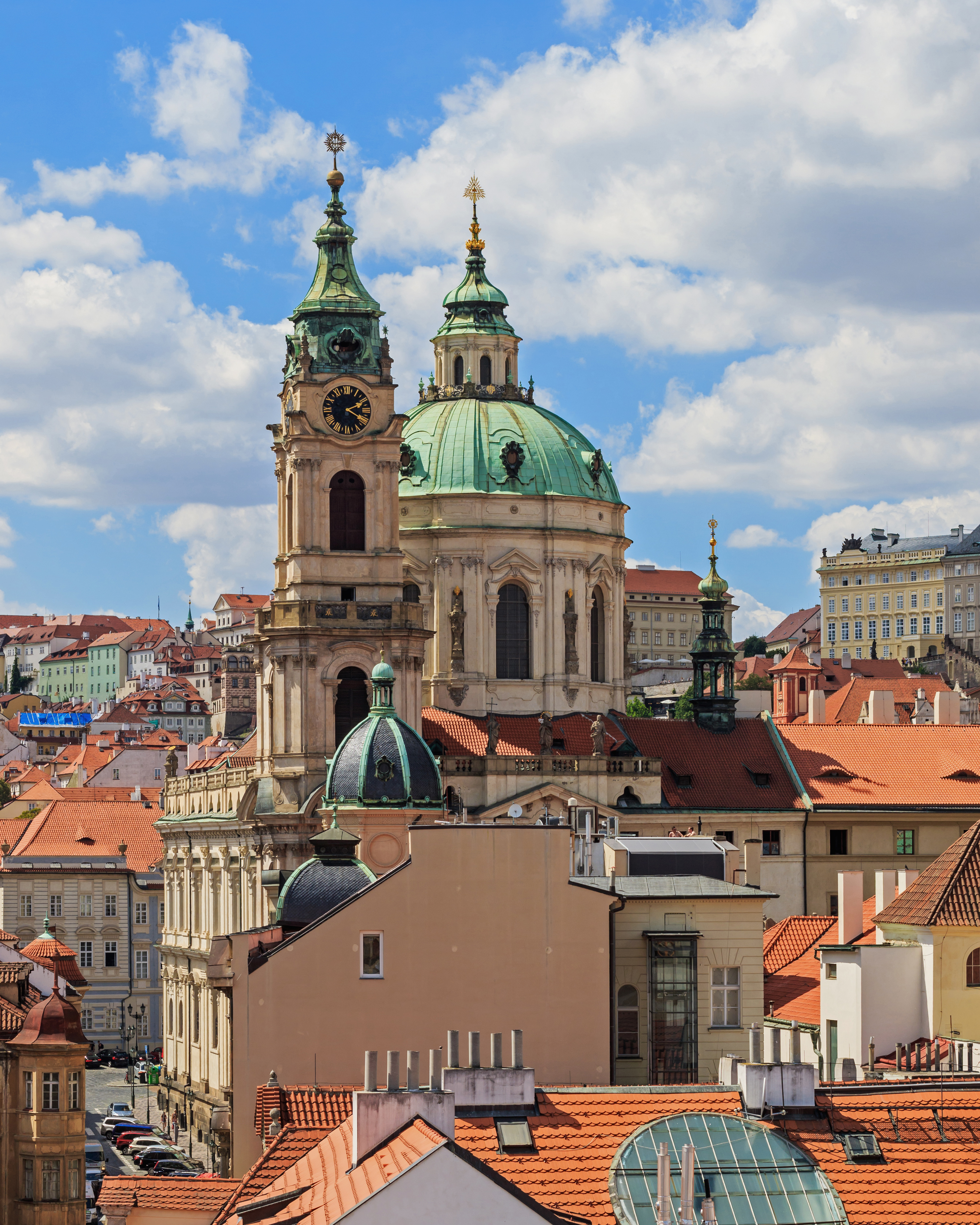
Sankt Nikolaus-kyrkan.
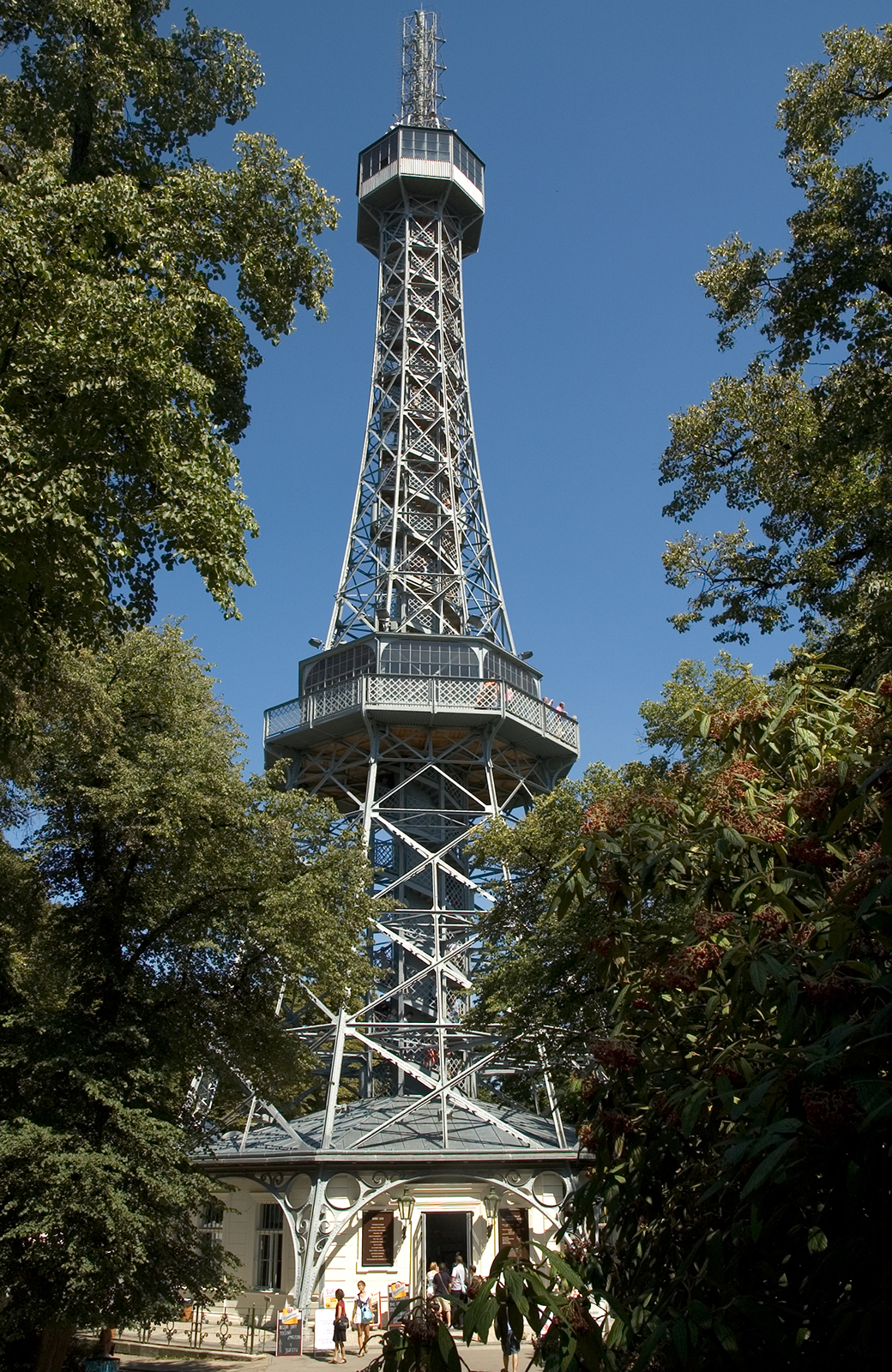
Petrintornet.
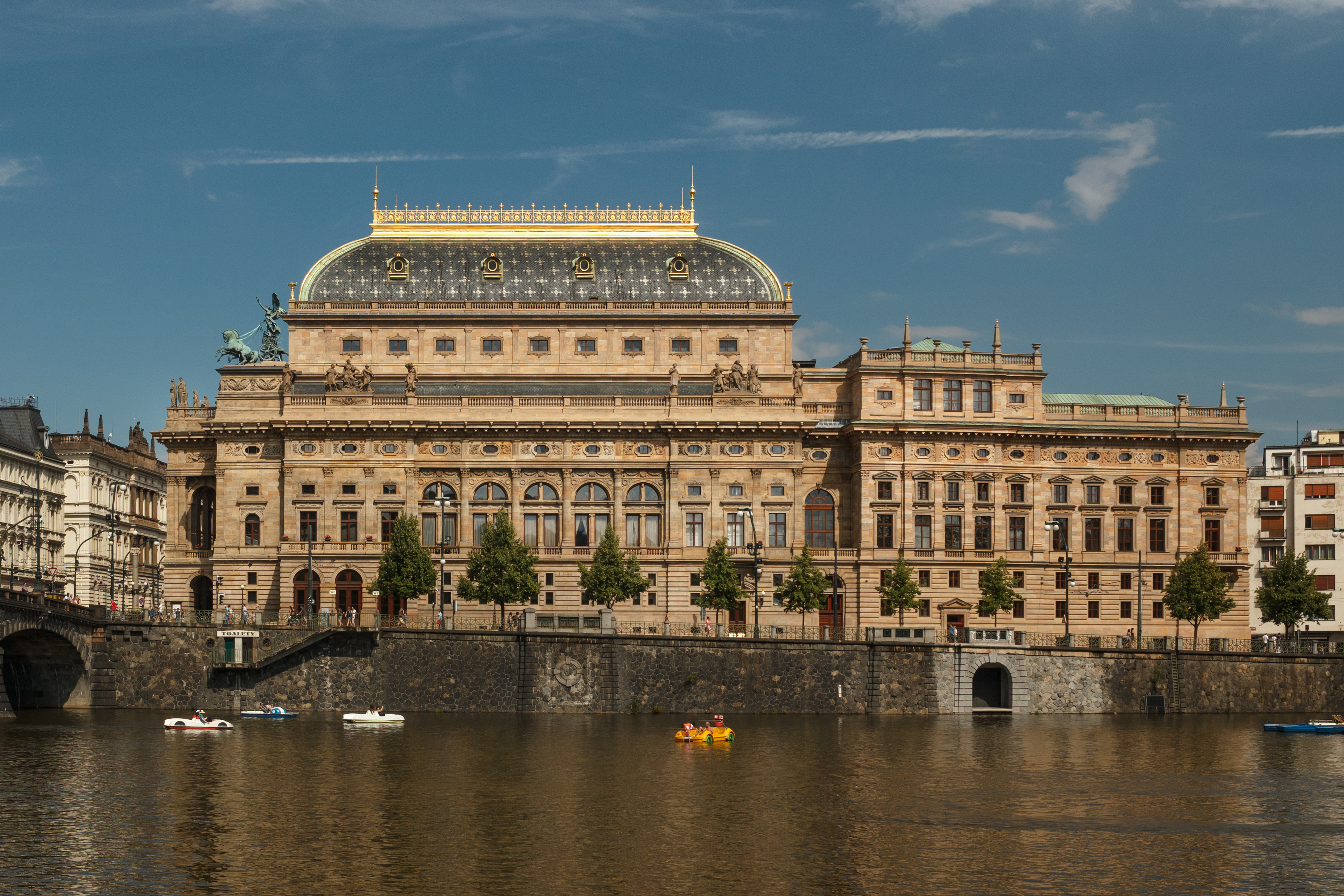
Nationalteatern.
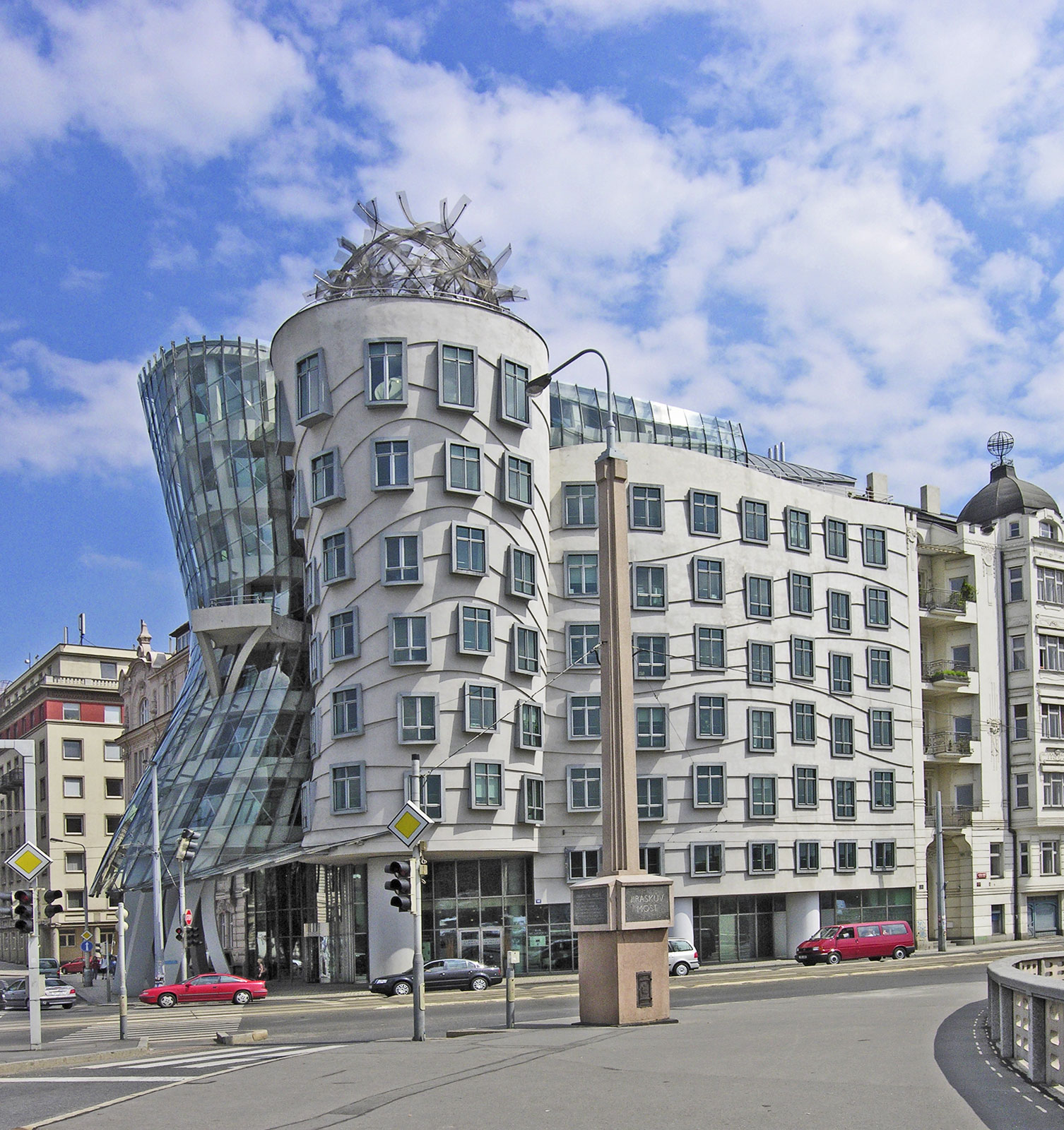
Det dansande huset (Ginger och Fred) av Milunić och Gehry.

Panorama över centrala Prag.

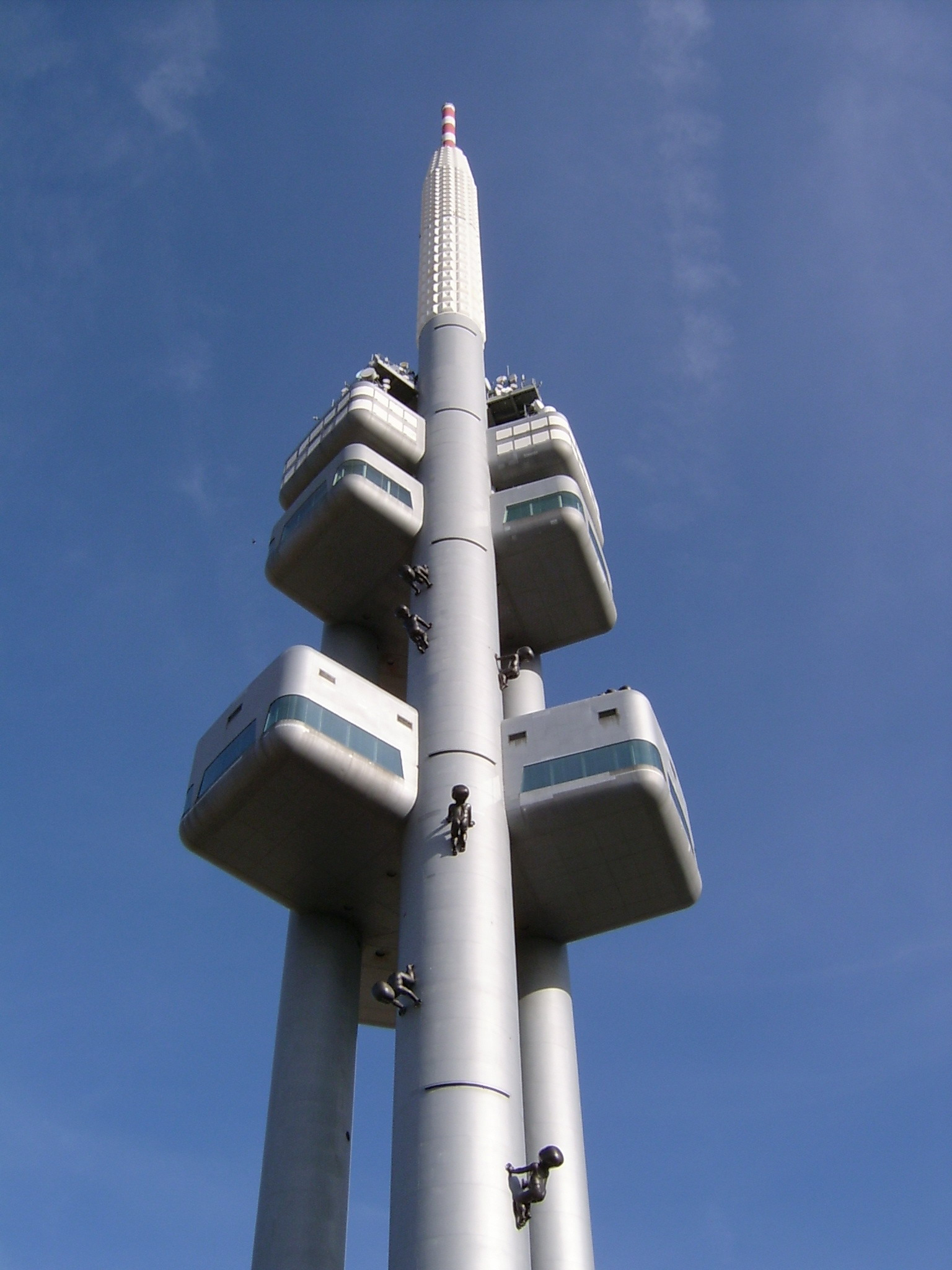
Prags TV-torn.